# Нехаєвський Аркадій Петрович
Арка́дій Петро́вич Нехає́вський (нар. 21 червня 1934, місто Чернігів, тепер Чернігівської області) — український радянський партійний діяч, 1-й секретар Вінницького обласного комітету КПУ, фактичний керівник області. Депутат Верховної Ради УРСР 11-го скликання. Член Президії Верховної Ради УРСР 11-го скликання (у 1987—1990 роках). Член ЦК КПУ в 1986—1991 р. Член ЦК КПРС у 1990—1991 р. Народний депутат СРСР у 1989—1991 р.

## Життєпис
Народився 1934 року в місті Чернігові в родині службовця.
У 1956 році закінчив Дніпропетровський металургійний інститут.
Трудову діяльність розпочав у 1956 році майстром-керівником ливарного цеху Ровенського ливарно-механічного заводу. З 1956 року працював майстром ливарного цеху Вінницького агрегатного заводу.
У 1958—1960 роках — оперуповноважений КДБ при Раді Міністрів УРСР по Вінницькій області.
Член КПРС з 1959 року.
З 1960 року — інженер-конструктор Вінницького електротехнічного заводу.
З 1962 року — інструктор промислово-транспортного відділу Вінницького міського комітету КПУ, з 1963 року — інспектор Вінницького міського комітету народного контролю, з 1967 року — завідувач промислово-транспортного відділу Вінницького міського комітету КПУ.
У 1970—1972 роках — заступник голови виконавчого комітету Вінницької міської Ради депутатів трудящих.
У 1972 — січні 1974 року — 1-й секретар Ленінського районного комітету КПУ міста Вінниці.
У січні 1974 — серпні 1979 року — 1-й секретар Вінницького міського комітету КПУ.
1976 року закінчив Заочну Вищу партійну школу при ЦК КПРС.
З серпня 1979 року — секретар, з березня 1983 по листопад 1988 року — 2-й секретар Вінницького обласного комітету КПУ.
З листопада 1988 року до серпня 1991 року — 1-й секретар Вінницького обласного комітету КПУ.
Одночасно, 6 квітня 1990 — 10 січня 1991 року — голова Вінницької обласної ради народних депутатів.
Обирався делегатом XXV і XVII з'їздів КПРС, XIX Всесоюзної партконференції. Член ЦК КПУ, депутат, член Президії Верховної Ради УРСР, депутат обласної Ради народних депутатів.
Потім — на пенсії в місті Вінниці.

## Нагороди
- два ордени Трудового Червоного Прапора
- орден Дружби народів
- Почесна грамота Президії Верховної Ради Української РСР
- орден Дружби народів Демократичної Республіки Афганістан